# العلاقات الكورية الجنوبية اللاوسية
العلاقات الكورية الجنوبية اللاوسية هي العلاقات الثنائية التي تجمع بين كوريا الجنوبية ولاوس.

## مقارنة بين البلدين
هذه مقارنة عامة ومرجعية للدولتين:
| وجه المقارنة                                              | كوريا الجنوبية                                                          | لاوس        |
| --------------------------------------------------------- | ----------------------------------------------------------------------- | ----------- |
| المساحة (كم2)                                             | 100.30 ألف                                                              | 236.80 ألف  |
| عدد السكان (نسمة)                                         | 51.47 مليون                                                             | 6.86 مليون  |
| الكثافة السكانية (ن./كم²)                                 | 513.16                                                                  | 28.97       |
| العاصمة                                                   | سول                                                                     | فيينتيان    |
| اللغة الرسمية                                             | اللغة الكورية                                                           | اللغة اللاو |
| العملة                                                    | وون كوري جنوبي                                                          | كيب لاوي    |
| الناتج المحلي الإجمالي (بليون دولار)                      | 1.53 تريليون                                                            | 16.85 مليار |
| الناتج المحلي الإجمالي (تعادل القوة الشرائية) بليون دولار | 1.75 تريليون                                                            | 38.71 مليار |
| الناتج المحلي الإجمالي الاسمي للفرد دولار أمريكي          | 27.22 ألف                                                               | 1.82 ألف    |
| الناتج المحلي الإجمالي للفرد دولار أمريكي                 |                                                                         |             |
| مؤشر التنمية البشرية                                      | 0.901                                                                   | 0.575       |
| رمز المكالمات الدولي                                      | +82                                                                     | +856        |
| رمز الإنترنت                                              | .kr                                                                     | .la         |
| المنطقة الزمنية                                           | توقيت كوريا الجنوبية، ت ع م+09:00، آسيا/سيول ‏، ت ع م+08:00، ت ع م+08:30 | ت ع م+07:00 |

## منظمات دولية مشتركة
يشترك البلدان في عضوية مجموعة من المنظمات الدولية، منها:
| علم المنظمة | اسم المنظمة                        | تاريخ انضمام كوريا الجنوبية | تاريخ انضمام لاوس |
| ----------- | ---------------------------------- | --------------------------- | ----------------- |
|             | مؤسسة التمويل الدولية              | 16 مارس 1964                | 29 يناير 1992     |
|             | منظمة حظر الأسلحة الكيميائية       | ?                           | ?                 |
|             | يونسكو                             | 14 يونيو 1950               | 9 يوليو 1951      |
|             | الأمم المتحدة                      | 17 سبتمبر 1991              | 14 ديسمبر 1955    |
|             | منظمة الشرطة الجنائية الدولية      | ?                           | ?                 |
|             | منتدى آسيان الإقليمي ‏              | ?                           | ?                 |
|             | البنك الدولي للإنشاء والتعمير      | 26 أغسطس 1955               | 5 يوليو 1961      |
|             | مؤسسة التنمية الدولية              | 18 مايو 1961                | 28 أكتوبر 1963    |
|             | بنك التنمية الآسيوي                | 1966                        | 1966              |
|             | وكالة ضمان الاستثمار متعدد الأطراف | 12 أبريل 1988               | 5 أبريل 2000      |

## وصلات خارجية
- موقع وزارة الخارجية الكورية الجنوبية